# جهاز قطر للاستثمار
جهاز قطر للاستثمار هو صندوق ثروة سيادي تابع لقطر ويرأسه تميم بن حمد بن خليفة آل ثاني. وهو مختص بالاستثمار المحلي والخارجي. أسسته حكومة قطر في عام 2005 لإدارة فوائض النفط والغاز الطبيعي. كنتيجة لإستراتيجية الصندوق في التقليل من مخاطر اعتماد قطر على أسعار الطاقة، فإنه يستثمر في الغالب في أسواق عالمية (الولايات المتحدة وأوروبا ودول آسيا والمحيط الهادئ) إضافة إلى الاستثمار في قطر خارج قطاع الطاقة. قبل إنشاء جهاز قطر للاستثمار في عام 2005، كان هنالك فريق صغير ضمن وزارة المالية مسؤول عن استثمار فوائض الميزانية.

## الاستثمارات
- يمتلك الجهاز حوالي 6% من إي أي دي إس، و15.1% من أسهم سوق لندن للأوراق المالية، و17% من مجموعة فولكس فاجن.
- ويعتبر جهاز قطر للاستثمار أحد المساهمين في مجموعة لاغاردار بنسبة 12.83%.
- في 31 مايو 2011، اشترى جهاز قطر للإسثمار 70% من نادي باريس سان جيرمان لكرة القدم. في 6 مارس 2012، أكمل الجهاز شراء ال30% الباقية. وهنا أصبح الجهاز يمتلك النادي 100%.
- في 4 يونيو 2012، اشترى الجهاز 100% من رأس مال نادي باريس سان جيرمان لكرة اليد.
- اشترى الجهاز كذلك في باريس مجموعة من الفنادق وهي فندق لومبار، فندق كينسكي، فندق لاندولفو كاركانو، فندق إفرو، فندق ماجيستيك، فندق غراي دالبيون، فندق كواسلان.
- شارع الشانزلزيه في باريس، ويمتلك الجهاز أبنية مقار كل من فيرجن ميغاستور، إتش إس بي سي، ليدو، رويال مونسو، وبينانسولا.
- في 26 فبراير 2024 أعلن رئيس الوزراء القطري الشيخ محمد بن عبد الرحمن آل ثاني، تدشين جهاز قطر للاستثمار صندوق قابض سيستثمر أكثر من مليار دولار في صناديق دولية وإقليمية لرأس المال الاستثماري ضمن استراتيجية تهدف إلى تطوير قطاع رأس المال الاستثماري والشركات الناشئة في قطر ودول مجلس التعاون الخليجي.[4]
- وفي 7 أغسطس 2024 أعلن عن استثمار مبدئي بقيمة 180 مليون دولار في شركة "تك مِت" (TechMet) التي يتركز نشاطها على بناء شركات متخصصة في عمليات الاستخراج والمعالجة والتنقية وإعادة تدوير المعادن الحرجة.[5]

### قائمة الاستثمارات
المالية:
| - البنك الأهلي القطري (47.71%) - مصرف الريان - بنك ألفا - بنك الدوحة - مصرف قطر الإسلامي - بنك قطر الوطني - صندوق أبوظبي وقطر - البنك الزراعي الصيني | - بانكو سانتاندير البرازيل - باركليز - الشركة البلغارية القطرية - كريدي سويس - دراغون كابيتال - الصندوق الليبي القطري للاستثمار المشترك - صندوق جهاز قطر للاستثمار ماليزيا - جهاز قطر للاستثمار للسودان | - المستثمر الأول - الصندوق القطري الفيتنامي - شركة قطر وعمان للاستثمار - صندوق قطر وبريطانيا للاستثمار في الطاقة النظيفة - صندوق قطر وسريلانكا للاستثمار - كومرسيال بنك - صندوق قطر والفلبين | - صندوق بنك تي أف إي غاز بروم - شركة قطر القابضة لأندونيسيا - بنك الصين الصناعي والتجاري - سوق لندن للأوراق المالية - سوق قطر للأوراق المالية - صندوق بي أم إي المحدود لإدارة البنية التحتية |

العقارات والفنادق :
| - فندق مارتيناز في كان. - فندق اللوفر في باريس. - فندق الكونكورد لافيات في باريس. - فندق قصر البحر الأبيض المتوسط في نيس. - بروة العقارية - مجمع فندقي في قبرص. - مشروع سياحي في مصر على البحر الأحمر. | - فيرمونت رافلز. - فور سيزن هيلث كار. - مايا لاكشوري ريسورت أند سبا. - لا فارميار دو كان (22.7%). - فنادق رافلز. - الصناديق العقارية للبرازيل والديار القطرية. - شركة الديار للاستثمار العقاري . | - سونغ بيرد للعقارات. - كالدبرو العقارية. - الشركة المغربية للهندسة السياحية. - منتجع شرم الشيخ. - الريان هيلز. - الضفاف للتنمية. - بارك هاوس. | - مجمع سياحي في توزر. - أبراج أوريزون. - روابي. - مشروع بين الصين وسنغافورة لمدينة تيانجين البيئية. - لوسيل للتنمية. - إينرجي سيتي. |

الصناعة:
- إي أي دي إس.
- بورش.
- فولكس فاجن.

النقل:
- الخطوط الجوية القطرية.
- شركة قطر لتطوير السكك الحديدية.
- وصلة الدوحة والبحرين بالسكك الحديدية.

الرياضة:
- نادي الغرافة.
- باريس سان جيرمان (100%).
- باريس سان جيرمان لكرة اليد (100%).

أخرى:
| - أديكوأغرو - أثير - بيتي - بالواي بي أل سي - كايو لارغو دل سور - تشيلسي باراكس. - تشيلسفيلد بارتنرز أل أل بي - سيتي سنتر دي سي - كلوفر داونس | - دلتا كومرسيال بروباريتي - شركة الديار لخدمات البنية التحتية - فيسكر أوتوماتيف - فرانكل - غروسفينر سكوار - هارودز - هساد فود - هوشتيف - هوشتيف أند كاتاري ديار جي في | - سينزبريز (جي ساينبوري بي أل سي) - جي أس أم إيندوشينا - مجموعة لاغاردار - شركة لوسيل الدولية لوسائل الإعلام - ميراماكس فيلمز - موشارب - أن أيتش بي بورتفوليو - نيقوسيا للتطوير العقاري - بيترونات أل أن جي | - بلافي أوريزونتي - بريموس باسيفيك بارتنرز - كيو واست - كيو دي أس بي جي غروب - قطر للإتصالات - رافلز ميديكال غروب - سوياز للبيئة - فيوليا للبيئة (5%) - فينشي |

## روابط خارجية
- الموقع الرسمي